# United States Military Police Corps

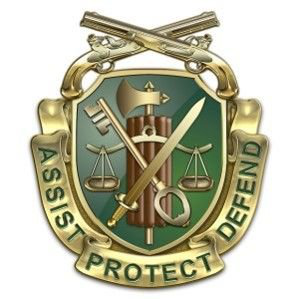
insigne de L'United States Military Police Corps

L'United States Military Police Corps (corps de police militaire des États-Unis) est la force militaire chargée d'assurer la discipline et de faire respecter la loi au sein de l'United States Army (Armée de terre) et de l'United States Marine Corps (Marines). 
Son existence est officiellement reconnue le 26 septembre 1941 mais son histoire remonte aux origines des États-Unis. Ses fonctions sont plus restreintes que celle de la prévôté militaire puisque les enquêtes criminelles en milieu militaire sont menées par la Criminal Investigation Division (CID) dans l'Army et la Criminal Investigation Division (en) (MPI) pour les Marines.

## Fonction
Le corps de la police militaire prend selon ses missions l'appellation de force de protection du département de la Défense (anciennement connue sous le nom de police du Pentagone), du département de la police de la Défense, de la sécurité du département de la Défense, de la police du département de l'Armée de terre, ou de la sécurité du département de l'Armée de terre.
Les missions de ces officiers de police en temps de paix sont identiques à celles des officiers de police civils : faire respecter les lois et le code de justice militaire (Uniform Code of Military Justice - UCMJ) ainsi que les règlements des installations particulières. Les missions des gardes civils sont prioritairement axées sur la protection des ressources stratégiques. Le groupe de combat du US Military Police Corps est composé de trois équipes de trois policiers militaires.
Chaque composante des forces armées dispose aussi d'un service de police civil. Au sein de la Marine, ce sont les personnels affectés au corps des Maîtres d'armes (Master-at-Arms) qui remplissent ces fonctions; ils sont parfois aidés dans leur tâche par une unité appelée Shore patrol (patrouille des côtes). Au sein de l'armée de l'Air, les missions de police militaire sont assurées par les Air Force Security Forces (Forces de sécurité de l'Armée de l'air) autrefois appelées Police de sécurité.

## Uniformes et armements
L'uniforme des policiers militaires américains est identique à celui du soldat de l'US Army. Néanmoins, les membres de l'US Military Police Corps portent un brassard d'identification marqué « MP » précédé ou non de la spécialité du policier.
De même sont en service les fusils M-16A2 & A3, carabines M4 ou M4A1, arme de poing M9, fusil mitrailleur M249 SAW pour le matériel d'infanterie.

## Conflits impliquant les MP
Durant la Seconde Guerre mondiale, les MP ont connu les combats de la Route de Birmanie, de la Bataille de Normandie ou du Pont de Remagen.

## Hiérarchie
Général PM
Lieutenant général PM
Major général PM
Brigadier général PM
Colonel PM
Major PM
Capitaine PM
Soldat PM
Private PM